# IC 2944
IC 2944 је емисиона маглина у сазвјежђу Кентаур која се налази на листи објеката дубоког неба у Индекс каталогу.
Деклинација објекта је - 63° 1' 11" а ректасцензија 11h 35m 47,3s. IC 2944 је још познат и под ознакама Running Chicken nebula.